# 穂積村 (山梨県)
穂積村（ほづみむら）は山梨県南巨摩郡にあった村。現在の富士川町小室・高下にあたる。

## 地理
- 河川：利根川

## 歴史
- 1892年（明治25年）4月1日 - 増穂村の一部（大字小室・高下）が分立して発足。
- 1955年（昭和30年）3月1日 - 増穂町に編入。同日穂積村廃止。